# Vandellia cirrhosa
Vandellia cirrhosa (ook wel bekend onder de Portugese naam candiru) is een zoetwatervis uit het Amazonebekken. 

## Kenmerken
De vis wordt zo'n 15 cm lang en lijkt op een doorzichtige paling. 

## Leefwijze
Het is een parasiet die leeft in de kieuwen van andere vissen en zich daar voedt met bloed. Hierdoor wordt hij in het gebied ook wel de "vampiervis" genoemd (peixe-vampiro). Ze staan bekend vanwege hun agressie, en omdat ze soms lichaamsholten van mensen binnen zwemmen. Bewijs hiervoor is echter nog niet geleverd.
Het wordt afgeraden naakt in de tropische rivieren te zwemmen of losse kleding te dragen. Deze parasiet kan de anus of uretra binnendringen, en het wordt al helemaal afgeraden te plassen in of op de rivier. Deze parasiet is alleen te verwijderen door een operatie, vanwege zijn vinnen blijft hij steken.

## Verspreiding en leefgebied
Vandellia cirrhosa leeft aan de oppervlakte van troebele wateren waardoor deze, door zijn opvallende manier van voortbewegen (slangsgewijs) meteen zichtbaar is. Bij de inheemse bevolking wordt hij om zijn agressiviteit meer gevreesd dan de piranha.
1. ↑  (en) Vandellia cirrhosa op de IUCN Red List of Threatened Species.